# Heinkel A7He
Tiêm kích Phòng không He Kiểu A7He là tên định danh của Nhật cho một biến thể của loại máy bay Heinkel He 112 của Đức quốc xã.

## Tính năng kỹ chiến thuật (He 112 B-2)
Dữ liệu lấy từ Máy bay tiêm kíchs of the Second World War Volume One
Đặc tính tổng quan
- Kíp lái: 1
- Chiều dài: 9,22 m (30 ft 3 in)
- Sải cánh: 9,09 m (29 ft 10 in)
- Chiều cao: 3,82 m (12 ft 6 in)
- Diện tích cánh: 17 m2 (180 foot vuông)
- Trọng lượng rỗng: 1.617 kg (3.565 lb)
- Trọng lượng cất cánh tối đa: 2.248 kg (4.956 lb)
- Động cơ: 1 × Junkers Jumo 210Ga , 522 kW (700 hp)

Hiệu suất bay
- Vận tốc cực đại: 510 km/h (317 mph; 275 kn)
- Tầm bay: 1.150 km (715 mi; 621 nmi)
- Trần bay: 9.500 m (31.168 ft)
- Tải trên cánh: 132 kg/m2 (27 lb/foot vuông)
- 2 × Súng máy MG 17 7,92 mm (.312 in)
- 2 × Pháo MG FF 20 mm